# Our Blues
Our Blues (hangul: 우리들의 블루스) (bra: Amor e Outros Dramas) é uma série de televisão sul-coreana de 2022 estrelada por Lee Byung-hun, Shin Min-a, Cha Seung-won, Lee Jung-eun, Uhm Jung-hwa, Han Ji-min e Kim Woo-bin. A série gira em torno do dia a dia de pessoas no final, no auge ou no início de suas vidas, e retrata suas histórias, abordando e lidando com seus diferentes problemas, ao mesmo tempo que tem a Ilha de Jeju como pano de fundo. Estreou na tvN em 9 de abril de 2022 e foi ao ar todos os sábados e domingos às 21h10 (KST), totalizando 20 episódios. Está disponível para streaming na Netflix somente em regiões selecionadas. É também um das séries de maior audiência na história da televisão a cabo coreana.

## Elenco

### Principal
- Lee Byung-hun como Lee Dong-seok, um caminhoneiro nascido em Jeju.
  - Ryu Hae-jun como Lee Dong-seok jovem[9]
- Shin Min-a como Min Seon-ah, uma mãe solteira com um filho pequeno, que veio para Jeju e trabalha com Lee Dong-seok.[10]
  - Kim Ah-song como Min Seon-ah jovem[11]
- Lee Jung-eun como Jeong Eun-hee, a dona de uma peixaria que sempre está alegre e de bom-humor.[12]
  - Shim Dal-gi como Jeong Eun-hee jovem[13]
- Cha Seung-won como Choi Han-soo, que retorna à sua cidade natal, Jeju, como um homem moderno. Choi foi o primeiro amor de Jeong Eun-hee.
  - Kim Jae-won como Choi Han-soo jovem[14]
- Uhm Jung-hwa como Go Mi-ran, a melhor amiga de Eun-hee desde os tempos de colégio e sua benfeitora.
  - Yeon Shi-woo como Go Mi-ran jovem
- Han Ji-min como Lee Young-ok, uma mulher que trabalha apenas um ano como haenyeo.
  - Hong Jung-min como Lee Young-ok jovem
- Kim Woo-bin como Park Jeong-joon, um capitão com uma personalidade direta e calorosa.

### De apoio
- Kim Hye-ja como Kang Ok-dong, mãe de Lee Dong-seok.[15]
- Go Doo-shim como Hyeon Chun-hee, uma comerciante que trabalha há mais de 60 anos em Jeju.[15] Todos os seus filhos, exceto um, morreram antes de atingir a idade adulta.
- Bae Hyun-sung como Jung Hyun, um estudante de 18 anos do ensino médio, nascido em Jeju.[16]
- Roh Yoon-seo como Bang Young-joo, uma estudante do ensino médio, nascida em Jeju, que quer fugir para Seul. Ela ficou grávida  de Hyun.[17]
  - Ahn Tae-rin como Bang Young-joo criança
- Park Ji-hwan como Jung In-kwon, dono de uma barraca de comida em um mercado de peixes na ilha de Jeju e pai de Jung Hyun.[18]
  - Park Sang-won como Jung In-kwon jovem
- Choi Young-joon como Bang Ho-sik, um fabricante de gelo que vende gelo em um mercado de peixes na ilha de Jeju e é pai de Bang Young-joo.[19]
  - Kang Yi-seok como Bang Ho-sik jovem[20]
- Ki So-yu como Son Eun-gi, neta de 6 anos de Hyeon Chun-hee.[18]

#### Outros
- Kim Kwang-kyu como Kim Myung-bo, gerente da filia do SS Bank na vila de Pureung, Jeju, e colega de classe de Han-soo.[21]
- Cho Hye-jung como Dal-i, amiga de Young-ok.[22]
- Jung Sung-il como Kim Tae-hoon, o marido insensível e cansado de Min Seon-ah.[23]
- Chun Dong-bin como o colega de classe de Bang Young-joo e Jung Hyun.[24]
- Park Ji-ah como Hye-ja, uma haenyeo de Jeju.[25]
- Jung Eun-hye[a] como Lee Young-hui, a irmã gêmea mais velha de Young-ok que tem síndrome de Down.[26]
  - Jin Hyo-jung como Lee Young-hui jovem
- Lee So-byul[b] como Byul, uma mulher que dirige um caminhão que vende café no mercado de peixes. Ela é irmã de Dal-i e, por ser surda, comunica-se em linguagem de sinais.[27]
- Baek Seung-do como Park Ki-joon, irmão mais novo de Jung-jun.[28]
- Kim Jung-hwan[c] como Son Man-su, o único filho sobrevivente de Hyun Chun-hee. É pai de Eun-gi.[29]
- Min Ji-ah como Oh Hae-sun, esposa de Man-su e mãe de Eun-gi. Após o acidente de Man-su, ela não teve escolha a não ser dar Eun-gi para Chun-hee, sua sogra, para ganhar dinheiro enquanto cuidava de Man-su no hospital.[29]
- Yang Hee-kyung como a Sra. Jang, operadora do orfanato onde as duas irmãs Young-hui e Young-ok viveram desde a infância.
- Choi Byung-mo como Jong-woo, filho do padrasto de Dong-seok.[30]
- Choi Seung-kyung como Jong-cheol, filho do padrasto de Dong-seok.[30]
- Yoon Byung-hee como Bae Jeong-muk, um capitão que veio do exterior para a vila de Pureung, Jeju.[31]
- Kim Ha-eon como Kim Yeol, filho de Seon-ah e Tae-hoon.[32]
- Kim Young-min como segundo ex-marido de Mi-ran.[33]
- Park Soon-chun como uma senhora de espírito livre que administra um pequeno mercado na vila de Purung.
- Jo Ara como In-jeong, a esposa de Myung-bo que sofre de disforia.[34]
- Park Hye-na como Min-jin, esposa de Han-soo.[35]
- Hyun Bong-sik como um cliente do banco.[36]
- Han Ji-hyun como Hyun Young-joo.
- Park Jeong-eon como uma professora.
- Kim Gun-ho como dono de uma pousada.[37]

### Participações especiais
- Park Sung-yeon como a investigadora do divórcio de Seon-ah e Tae-hoon.[38]

## Produção

### Desenvolvimento
A série, escrita pela roteirista Noh Hee-kyung, marca o seu retorno após o drama Live de 2018. Our Blues, é um série de 20 episódios escrita por Noh Hee-kyung, dirigida por Kim Gyu-tae e coproduzida pelo Studio Dragon.
Os episódios do drama serão divididos de uma forma que estarão centrados em cada personagem.

### Elenco
Em 20 de abril de 2021, foi relatado que Shin Min-a e Kim Woo-bin receberam propostas para participar na série e eles estavam considerando aceitar. A escalação completa de todo o elenco foi confirmada em 10 de outubro de 2021. Esse drama representa o retorno de Kim Woo-bin à televisão após um hiato de 6 anos, com sua última série de TV sendo Uncontrollably Fond de 2016.

### Gravação
As filmagens começaram na Ilha de Jeju em outubro de 2021, após finalizarem a escolha do elenco. Em entrevista ao Cine21, o diretor da série revelou que sua produção retrata a vida de pessoas comuns, tendo como pano de fundo o campo petrolífero de Jeju. Ao final de sua elaboração, o drama possui 14 personagens principais formando 8 histórias. 70% das filmagens foram feitas na Ilha de Jeju.
Em 9 de fevereiro de 2022, foi relatado que Lee Byung-hun testou positivo para COVID-19 e ficou em quarentena. As filmagens da série foram interrompidas a partir de 7 de fevereiro. Mais tarde, em 21 de fevereiro de 2022, o ator Lee Byung-hun postou uma foto, em suas redes sociais, mostrando que se recuperou dos sintomas da COVID-19.
Em 17 de fevereiro de 2022, a atriz Han Ji-min postou uma foto em suas redes sociais dizendo que suas cenas na série já haviam sido gravadas.
Em 27 de março de 2022, a atriz Shin Min-a também postou uma foto em suas redes sociais dizendo que encerrou todas as filmagens de sua personagem no drama.

## Trilha sonora

### Part 1
| Lançado em 10 de abril de 2022 |                              |                |                |                |         |  |
| N.º                            | Título                       | Letras         | Música         | Artista        | Duração |  |
| 1.                             | "Whisky on the Rock"         | Choi Seong-soo | Choi Seong-soo | Kim Yeon-ji    | 5:07    |  |
| 2.                             | "Whisky on the Rock" (Inst.) |                | Choi Seong-soo |                | 5:07    |  |
| Duração total:                 | Duração total:               | Duração total: | Duração total: | Duração total: | 10:14   |  |

### Part 2
| Lançado em 16 de abril de 2022 |                                      |                |                |                |         |  |
| N.º                            | Título                               | Letras         | Música         | Artista        | Duração |  |
| 1.                             | "The Last" (마지막 너의 인사)        | Jihoon         | Lee Seung-joo  | Heize          | 3:59    |  |
| 2.                             | "The Last" (마지막 너의 인사; Inst.) |                | Lee Seung-joo  |                | 3:59    |  |
| Duração total:                 | Duração total:                       | Duração total: | Duração total: | Duração total: | 7:58    |  |

### Part 3
| Lançado em 23 de abril de 2022 |                                |                |                            |                |         |  |
| N.º                            | Título                         | Letras         | Música                     | Artista        | Duração |  |
| 1.                             | "For Love" (봄 to 러브)        | Jihoon         | Lee Seung-joo Choi In-hwan | 10cm           | 3:33    |  |
| 2.                             | "For Love" (봄 to 러브; Inst.) |                | Lee Seung-joo Choi In-hwan |                | 3:33    |  |
| Duração total:                 | Duração total:                 | Duração total: | Duração total:             | Duração total: | 7:06    |  |

### Part 4
| Lançado em 24 de abril de 2022 |                    |                |                |                            |         |  |
| N.º                            | Título             | Letras         | Música         | Artista                    | Duração |  |
| 1.                             | "With You"         | Jihoon         | Rocoberry      | Jimin ( BTS ) Ha Sung-woon | 3:21    |  |
| 2.                             | "With You" (Inst.) |                | Rocoberry      |                            | 3:21    |  |
| Duração total:                 | Duração total:     | Duração total: | Duração total: | Duração total:             | 6:42    |  |

### Part 5
| Lançado em 7 de maio de 2022 |                                    |                |                   |                |         |  |
| N.º                          | Título                             | Letras         | Música            | Artista        | Duração |  |
| 1.                           | "Remember Me" (기억해 줘요)        | Jihoon         | Jo Ah-ra Steve DK | Davichi        | 3:44    |  |
| 2.                           | "Remember Me" (기억해 줘요; Inst.) |                | Jo Ah-ra Steve DK |                | 3:44    |  |
| Duração total:               | Duração total:                     | Duração total: | Duração total:    | Duração total: | 7:28    |  |

### Part 6
| Lançado em 8 de maio de 2022 |                               |                |                  |                |         |  |
| N.º                          | Título                        | Letras         | Música           | Artista        | Duração |  |
| 1.                           | "By My Side" (내 곁에)        | Punch Jihoon   | Punch riskypizza | Taeyeon        | 3:47    |  |
| 2.                           | "By My Side" (내 곁에; Inst.) |                | Punch riskypizza |                | 3:47    |  |
| Duração total:               | Duração total:                | Duração total: | Duração total:   | Duração total: | 7:34    |  |

### Part 7
| Lançado em 14 de maio de 2022 |                      |                |                            |                |         |  |
| N.º                           | Título               | Letras         | Música                     | Artista        | Duração |  |
| 1.                            | "Happy Song"         | Jihoon         | Lee Seung-joo Choi In-hwan | MeloMance      | 3:57    |  |
| 2.                            | "Happy Song" (Inst.) |                | Lee Seung-joo Choi In-hwan |                | 3:57    |  |
| Duração total:                | Duração total:       | Duração total: | Duração total:             | Duração total: | 7:54    |  |

### Part 8
| Lançado em 15 de maio de 2022 |                |                |                          |                |         |  |
| N.º                           | Título         | Letras         | Música                   | Artista        | Duração |  |
| 1.                            | "Star"         | Jihoon         | Lee Seung-joo Lee Ji-hye | STAYC          | 4:17    |  |
| 2.                            | "Star" (Inst.) |                | Lee Seung-joo Lee Ji-hye |                | 4:17    |  |
| Duração total:                | Duração total: | Duração total: | Duração total:           | Duração total: | 8:34    |  |

### Part 9
| Lançado em 21 de maio de 2022 |                   |                |                                             |                |         |  |
| N.º                           | Título            | Letras         | Música                                      | Artista        | Duração |  |
| 1.                            | "Bye Bye"         | Jihoon         | Punch Lee Seung-joo Choi In-hwan CHEAT KEYS | Punch          | 4:02    |  |
| 2.                            | "Bye Bye" (Inst.) |                | Punch Lee Seung-joo Choi In-hwan CHEAT KEYS |                | 4:02    |  |
| Duração total:                | Duração total:    | Duração total: | Duração total:                              | Duração total: | 8:04    |  |

### Part 10
| Lançado em 22 de maio de 2022 |                      |                                    |                                                       |                          |         |  |
| N.º                           | Título               | Letras                             | Música                                                | Artista                  | Duração |  |
| 1.                            | "Once Again"         | Jihoon Viktoria Hansen Kirat Singh | Cutfather Jacob Uchorczak Viktoria Hansen Kirat Singh | Winter, Ningning (Aespa) | 2:49    |  |
| 2.                            | "Once Again" (Inst.) |                                    | Cutfather Jacob Uchorczak Viktoria Hansen Kirat Singh |                          | 2:49    |  |
| Duração total:                | Duração total:       | Duração total:                     | Duração total:                                        | Duração total:           | 5:39    |  |

### Performance nas paradas
| Título                                | Ano  | Melhor posição | Álbum   |
| Título                                | Ano  | KOR            | Álbum   |
| ------------------------------------- | ---- | -------------- | ------- |
| "Whisky on the Rock" (Kim Yeon-ji)    | 2022 | 117            | Part 1  |
| "The Last" (마지막 너의 인사) (Heize) | 2022 | 90             | Part 2  |
| "For Love" (봄 to 러브) (10cm)        | 2022 | 83             | Part 3  |
| "With You" (Jimin, Ha Sung-woon)      | 2022 | 15             | Part 4  |
| "Remember Me" (기억해 줘요) (Davichi) | 2022 | 101            | Part 5  |
| "By My Side" (내 곁에) (Taeyeon)      | 2022 | 88             | Part 6  |
| "Happy Song" (MeloMance)              | 2022 | 91             | Part 7  |
| "Star" (STAYC)                        | 2022 | 170            | Part 8  |
| "Bye Bye" (Punch)                     | 2022 | 109            | Part 9  |
| "Once Again" (Winter, Ningning)       | 2022 | 119            | Part 10 |

## Audiência
| Temporada | Temporada | Ep. 1 | Ep. 2 | Ep. 3 | Ep. 4 | Ep. 5 | Ep. 6 | Ep. 7 | Ep. 8 | Ep. 9 | Ep. 10 | Ep. 11 | Ep. 12 | Ep. 13 | Ep. 14 | Ep. 15 | Ep. 16 | Ep. 17 | Ep. 18 | Ep. 19 | Ep. 20 | Audiência |
| --------- | --------- | ----- | ----- | ----- | ----- | ----- | ----- | ----- | ----- | ----- | ------ | ------ | ------ | ------ | ------ | ------ | ------ | ------ | ------ | ------ | ------ | --------- |
|           | 1         | 1.845 | 2.026 | 1.966 | 2.215 | 1.724 | 1.909 | 1.924 | 2.334 | 2.088 | 2.612  | 2.473  | 2.413  | 2.270  | 2.598  | 2.274  | 2.667  | 2.416  | 2.852  | 2.899  | 3.419  | 2.346     |

| Ep. | Data de transmissão original | Parcela média de audiência (Nielsen Korea) | Parcela média de audiência (Nielsen Korea) |
| Ep. | Data de transmissão original | Nacional                                   | Seul                                       |
| --- | ---------------------------- | ------------------------------------------ | ------------------------------------------ |
| 1 | 9 de abril de 2022           | 7.324% (1º)                                | 8.107% (1º)                                |
| 2 | 10 de abril de 2022          | 8.736% (1º)                                | 10.189% (1º)                               |
| 3 | 16 de abril de 2022          | 7.897% (1º)                                | 9.022% (1º)                                |
| 4 | 17 de abril de 2022          | 9.182% (1º)                                | 10.064% (1º)                               |
| 5 | 23 de abril de 2022          | 7.126% (1º)                                | 7.233% (1º)                                |
| 6 | 24 de abril de 2022          | 7.722% (1º)                                | 7.870% (1º)                                |
| 7 | 30 de abril de 2022          | 7.913% (1º)                                | 8.721% (1º)                                |
| 8 | 1 de maio de 2022            | 9.559% (1º)                                | 10.329% (1º)                               |
| 9 | 7 de maio de 2022            | 8.810% (1º)                                | 9.303% (1º)                                |
| 10 | 8 de maio de 2022            | 11.242% (1º)                               | 12.119% (1º)                               |
| 11 | 14 de maio de 2022           | 10.397% (1º)                               | 10.725% (1º)                               |
| 12 | 15 de maio de 2022           | 10.796% (1º)                               | 11.112% (1º)                               |
| 13 | 21 de maio de 2022           | 10.047% (1º)                               | 10.742% (1º)                               |
| 14 | 22 de maio de 2022           | 10.949% (1º)                               | 11.266% (1º)                               |
| 15 | 28 de maio de 2022           | 10.065% (1º)                               | 10.618% (1º)                               |
| 16 | 29 de maio de 2022           | 11.843% (1º)                               | 12.648% (1º)                               |
| 17 | 4 de junho de 2022           | 10.163% (1º)                               | 10.304% (1º)                               |
| 18 | 5 de junho de 2022           | 12.541% (1º)                               | 13.198% (1º)                               |
| 19 | 11 de junho de 2022          | 12.149% (1º)                               | 13.171% (1º)                               |
| 20 | 12 de junho de 2022          | 14.597% (1º)                               | 15.719% (1º)                               |
| Média | Média                        | 9.953%                                     | 10.623%                                    |
| - Na tabela acima, os números em azul representam a audiência média mais baixa e os números em vermelho epresentam a audiência média mais alta. - Esta série foi ao ar em um canal a cabo/TV paga que normalmente tem uma audiência relativamente menor em comparação com a TV aberta/emissoras públicas (KBS, SBS, MBC e EBS). |                              |                                            |                                            |

## Prêmios e indicações
| Cerimônia de premiação                                               | Ano  | Categoria                                      | Indicado                                    | Resultado | Ref.          |
| -------------------------------------------------------------------- | ---- | ---------------------------------------------- | ------------------------------------------- | --------- | ------------- |
| APAN Star Awards                                                     | 2022 | Drama do Ano                                   | Our Blues                                   | Indicado  | [ 65 ] [ 66 ] |
| APAN Star Awards                                                     | 2022 | Melhor Roteirista                              | Noh Hee-kyung                               | Indicado  | [ 65 ] [ 66 ] |
| APAN Star Awards                                                     | 2022 | Prêmio de Alta Excelência, Atriz em Minissérie | Shin Min-a                                  | Venceu    | [ 65 ] [ 66 ] |
| APAN Star Awards                                                     | 2022 | Melhor Ator Coadjuvante                        | Park Ji-hwan                                | Indicado  | [ 65 ] [ 66 ] |
| APAN Star Awards                                                     | 2022 | Melhor Ator Coadjuvante                        | Choi Young-joon                             | Indicado  | [ 65 ] [ 66 ] |
| APAN Star Awards                                                     | 2022 | Melhor Ator Coadjuvante                        | Yoon Byung-hee                              | Venceu    | [ 65 ] [ 66 ] |
| APAN Star Awards                                                     | 2022 | Melhor Atriz Revelação                         | Roh Yoon-seo                                | Indicado  | [ 65 ] [ 66 ] |
| APAN Star Awards                                                     | 2022 | Melhor Casal                                   | Kim Woo-bin & Han Ji-min                    | Indicado  | [ 65 ] [ 66 ] |
| APAN Star Awards                                                     | 2022 | Melhor Trilha Sonora                           | Jimin (BTS) & Ha Sung-woon (por "With You") | Indicado  | [ 65 ] [ 66 ] |
| Asian Academy Creative Awards                                        | 2022 | Melhor Roteiro                                 | Noh Hee-kyung                               | Venceu    | [ 67 ]        |
| Baeksang Arts Awards                                                 | 2023 | Melhor Drama                                   | Our Blues                                   | Indicado  | [ 68 ]        |
| Baeksang Arts Awards                                                 | 2023 | Melhor DiretorMelhor Diretor                   | Kim Kyu-tae                                 | Indicado  | [ 68 ]        |
| Baeksang Arts Awards                                                 | 2023 | Melhor Ator                                    | Lee Byung-hun                               | Indicado  | [ 68 ]        |
| Busan International Film Festival with Marie Claire Asia Star Awards | 2022 | Prêmio de Estrela em Ascensão                  | Roh Yoon-seo                                | Venceu    | [ 69 ]        |
| Content that Changed the world                                       | 2022 | Conteúdo que Impressiona o Público             | Our Blues                                   | Venceu    | [ 70 ]        |
| Kinolight Awards                                                     | 2022 | Drama Coreano do Ano                           | Our Blues                                   | 5º        | [ 71 ]        |
| Korea Culture and Entertainment Awards                               | 2022 | Prêmio de Excelência, Ator                     | Choi Young-joon                             | Venceu    | [ 72 ]        |
| A-Awards                                                             | 2022 | A-Awards – Impression                          | Lee Byung-hun                               | Venceu    | [ 73 ]        |